# Дронов, Михаил Викторович
Михаил Викторович Дронов (род. 13 июня 1956 года, Москва, РСФСР, СССР) — российский скульптор, академик Российской академии художеств (2007). Заслуженный деятель искусств Российской Федерации (2016).

## Биография
Родился 13 июня 1956 года в Москве в семье скульпторов Виктора Александровича Дронова и Лилии Михайловны Евзыковой.
В 1980 году — окончил Московский государственный академический художественный институт имени В.И. Сурикова, мастерская скульптуры профессора М. Ф. Бабурина.
С 1983 года — член Союза художников СССР.
С 1990 года — член Союза художников России.
В 2007 году — избран академиком Российской академии художеств от Отделения скульптуры.

## Творческая деятельность
Основные проекты и произведения:

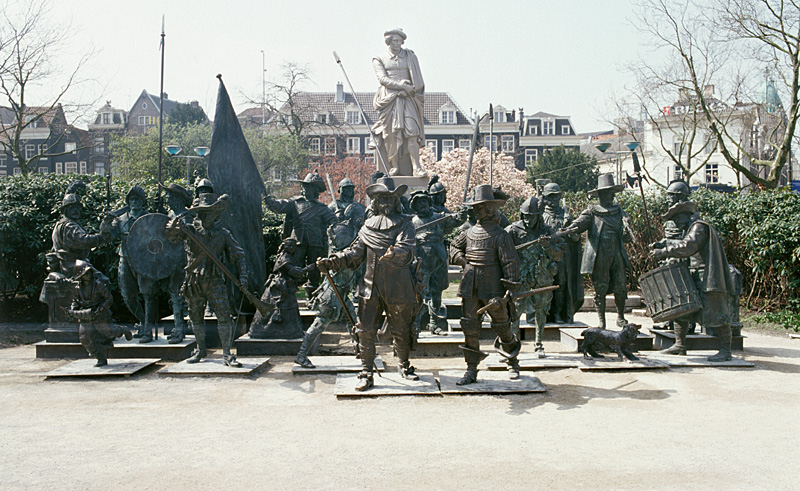
Скульптурная композиция «Ночной дозор» в Амстердаме

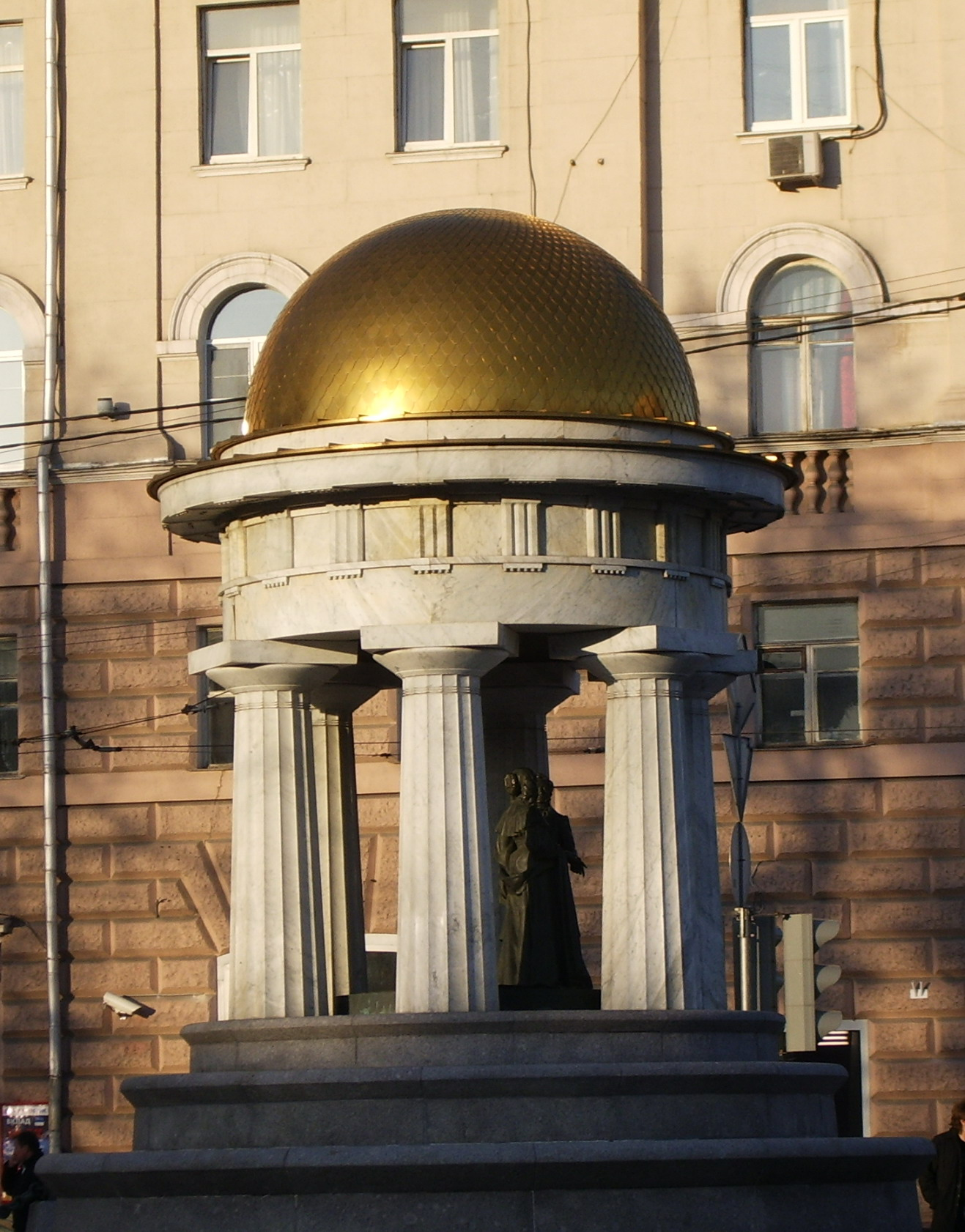
Фонтан-ротонда «Наталья и Александр»

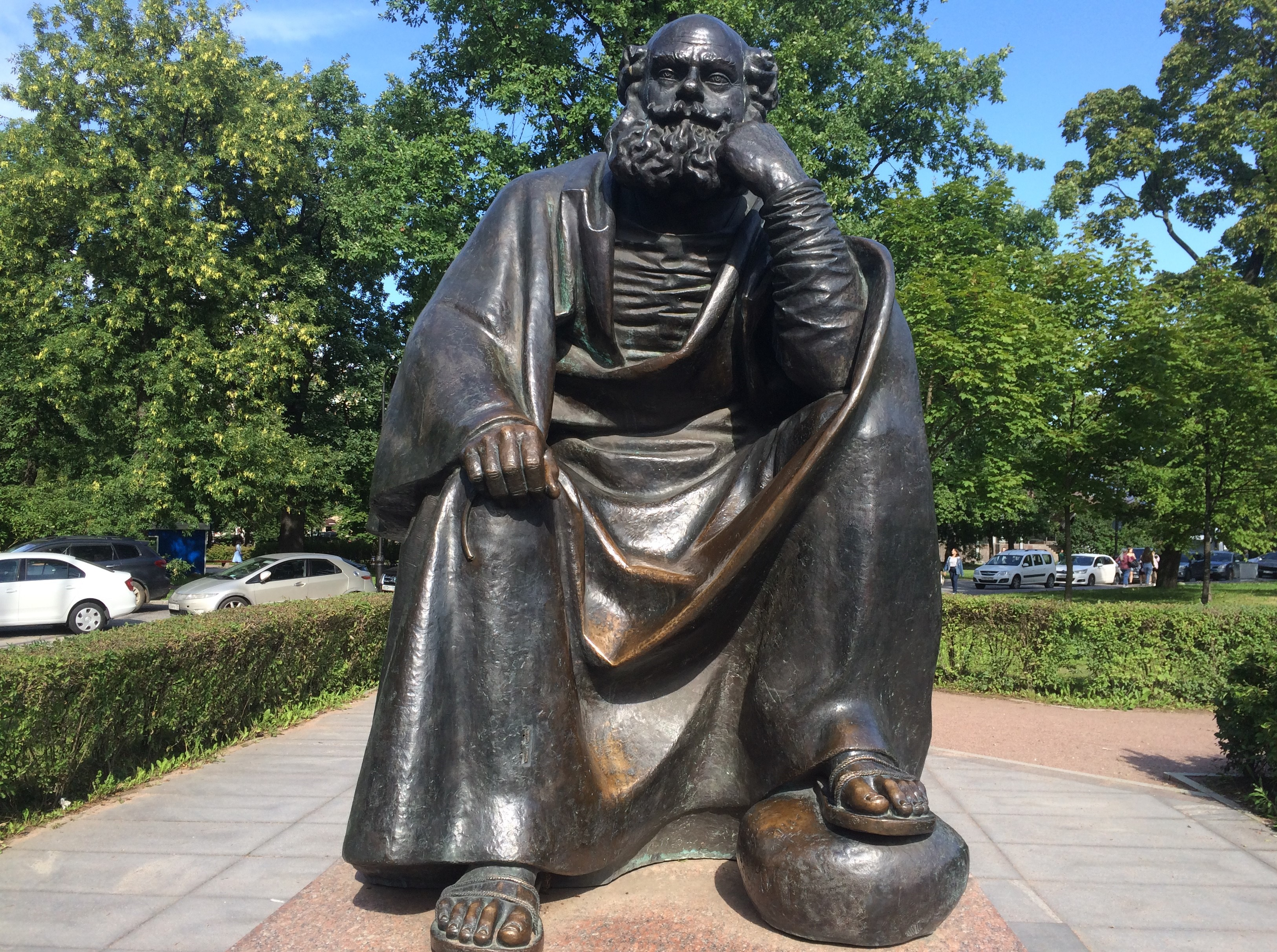
Памятник апостолу Петру, Александровский парк, Санкт-Петербург, 2008 год

- работы в области монументального искусства: скульптурные композиции: «Ночной дозор» (в соавторстве с А. М. Таратыновым, 2005 г., площадь Рембрандта, Амстердам, Голландия), «Святой Петр» (2008 г., Санкт-Петербург), скульптурная композиция для фонтана-ротонды «А. С. Пушкин и Натали» (1999 г., площадь Никитские Ворота, Москва), «Петр I» (2015 г., аэропорт «Пулково», Санкт-Петербург);
- монументально-декоративные композиции: «Городки» (Парк «Музеон», Москва), «Грустный король» (Парк скульптуры, Ярославль);
- мемориальная доска поэту А. Вознесенскому (2013 г., Москва);
- воссоздал скульптурные композиции «Преподобный Варлаам Хутынский» и «Благоверный Гавриил Псковский» (южный фасад) для скульптурного убранства Кафедрального соборного храма Христа Спасителя в Москве (1994—1999 гг.).
- работы в области станкового искусства: скульптурные композиции — «Сверхсрочник» (1984 г., бронза), «По улицам Праги» (1984 г., бронза), «Старый король» (1986 г., бронза), «Каприччос» (1986 г., бронза), «Зимние похороны» (1987 г., бронза), «Ночные гости» (1988 г., бронза), «Башня» (1990 г., бронза), «Человек дождя» (1992 г., бронза), «Спящий мальчик» (1992 г., бронза), «Танцовщица» (2000 г., бронза), «Футболист» (2008 г., бронза), «Болото» (2008 г., бронза), «Спасите наши души» (2008 г., бронза), серия «Маленький будда» (бронза,2010 г.), «Сладкие шестидесятые» (2010 г., бронза), «Три мудреца» (2011 г., бронза), «Юнион Джек» (2011 г., бронза), «Философ» (2011 г., бронза), «Гребец» (2011 г., бронза), «Ветер» (2012 г., бронза), «Бозон Хиггса» (2012 г., бронза), «Королева» (2013 г., бронза).

Станковые произведения находятся в музеях и частных коллекциях в России и за рубежом.

## Награды
- Заслуженный художник Российской Федерации (26 августа 2016) — за большие заслуги в развитии отечественной культуру и искусства, многолетнюю плодотворную деятельность[3]
- Серебряная медаль ВДНХ СССР (1985)
- Медаль «В память 850-летия Москвы» (1997)
- Золотая медаль РАХ (2006)
- Серебряная медаль РАХ (1995)